# Дубовое (Ивановская область)
Дубово́е — деревня в Лухском районе Ивановской области. Входит в состав Порздневского сельского поселения.

## География
Находится в восточной части Ивановской области на расстоянии приблизительно 22 км на восток по прямой от районного центра посёлка Лух.

## История
В 1872 году здесь (тогда деревня в составе Юрьевецкого уезда Костромской губернии) было учтено 12 дворов, в 1907 году — 23.

## Население
Постоянное население составляло 62 человека (1872 год), 84 (1897), 103 (1907), 21 в 2002 году (русские 100 %), 0 в 2010.